# Fernando Enns

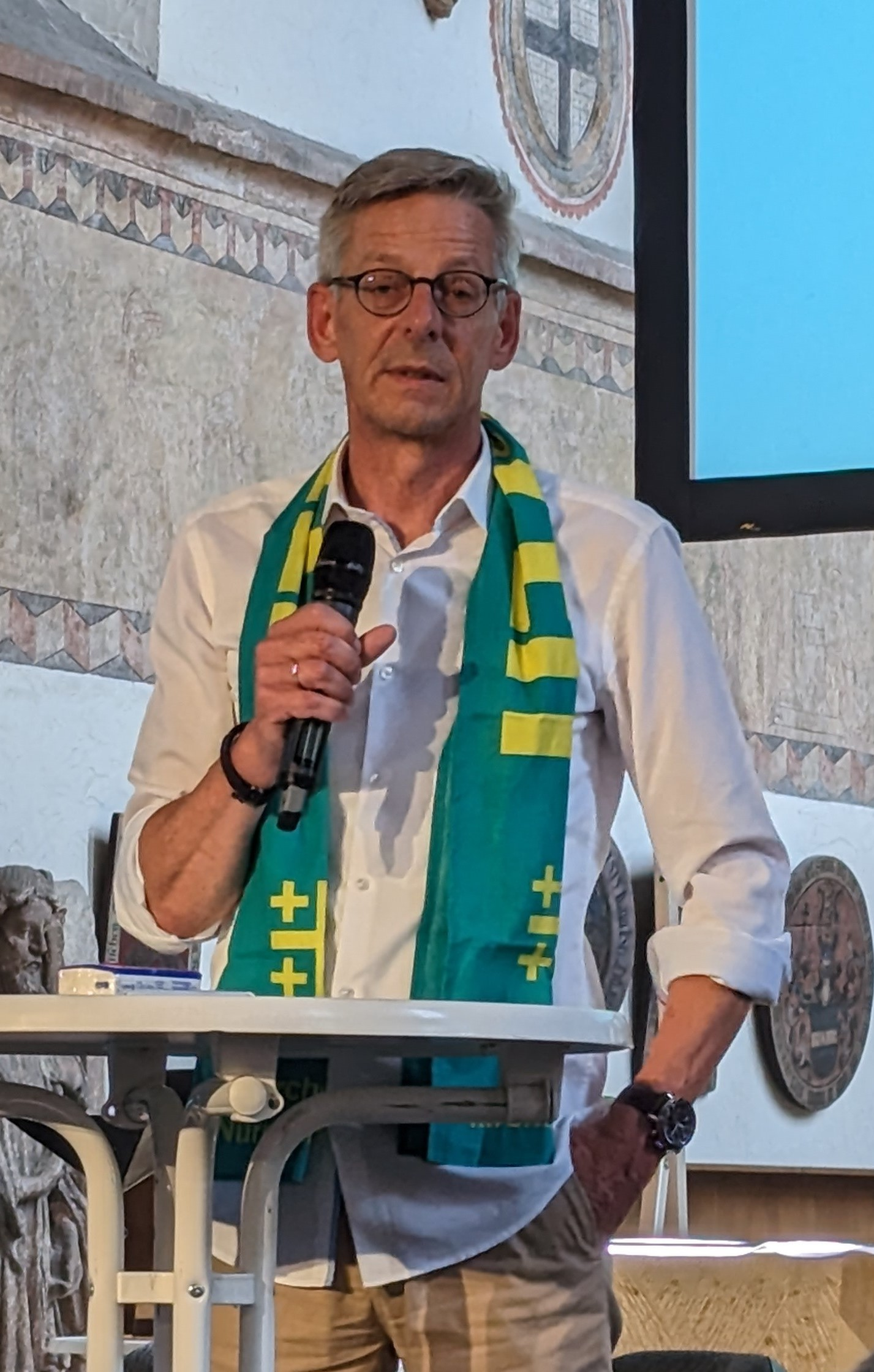
Fernando Enns beim Deutschen Evangelischen Kirchentag 2023 in Nürnberg

Fernando Enns (* 1964 in Curitiba, Brasilien) ist ein brasilianisch-deutscher mennonitischer Theologe und Leiter der Arbeitsstelle Theologie der Friedenskirchen am Fachbereich Evangelischen Theologie der Universität Hamburg und Professor für (Friedens-)Theologie und Ethik an der Theologischen Fakultät der Vrije Universiteit Amsterdam (VU) in den Niederlanden.

## Leben
Enns’ Großvater war aus der ehemaligen Sowjetunion nach Südamerika ausgewandert, da er aufgrund seines mennonitischen Hintergrundes den Kriegsdienst verweigert hatte, was zur damaligen Zeit oftmals harte Sanktionen und sogar die Todesstrafe zur Folge hatte. Enns’ Familie ließ sich schließlich in einer mennonitischen Kolonie in Brasilien nieder.
Im Alter von knapp 10 Jahren kam Fernando Enns nach Deutschland. Dort studierte er nach dem Abitur evangelische Theologie an der Universität Heidelberg sowie mennonitische Theologie am Associated Mennonite Biblical Seminaries in Elkhart, Indiana, in den USA. 1992 schloss er sein Studium mit dem Magister der Theologie unter dem Titel Der eine Haushalt Gottes – Die Krise der ökumenischen Bewegung: theologische Ursachen und neuere Konzepte an der Universität Heidelberg ab und wurde im selben Jahr zum Pfarrer der Mennonitengemeinde Krefeld ordiniert.
Von 1996 bis 2005 war er Studienleiter am Ökumenischen Institut und Studentenwohnheim der Ruprecht-Karls-Universität Heidelberg, wo er im Jahr 2001 promoviert wurde. Der Titel seiner Doktorarbeit lautete Die Historischen Friedenskirchen in der Ökumene. Ekklesiologische Aspekte einer Theologie aus friedenskirchlicher Perspektive, insbesondere der Mennoniten. Seit 2006 ist Fernando Enns Leiter der Arbeitsstelle Theologie der Friedenskirchen am Fachbereich Ev. Theologie der Universität Hamburg. 2010 habilitierte er sich an der Universität Heidelberg unter dem Titel Ökumene in der Bewährung. Beiträge zur ökumenischen Theoriebildung, Theologie und Friedensethik aus der Perspektive einer Friedenskirche (Mennoniten), woraufhin er wenig später den Ruf an die Freie Universität Amsterdam erhielt. Seit 2011 ist er dort Professor für (Friedens-)Theologie und Ethik.
Enns ist Mitglied der Mennonitengemeinde zu Hamburg und Altona und stellvertretender Vorsitzender der Arbeitsgemeinschaft Mennonitischer Gemeinden in Deutschland (AMG). Seit 1998 ist er Mitglied im Zentralausschuss des Ökumenischen Rates der Kirchen (ÖRK) sowie Mitglied des Deutschen Ökumenischen Studienausschusses (DÖSTA).
2007 erhielt Fernando Enns den Predigtpreis des Verlages für die Deutsche Wirtschaft.

## Werke
- Fernando Enns, Hg. (2022): Die Taufe und die Eingliederung in die Kirche. Lutherisch/mennonitisch/römisch-katholische trilaterale Gespräche 2021–2017. Leipzig: EVA und Paderborn: Bonifatius ISBN 978-3-897-10924-7.
- Fernando Enns, Upolu Lumā Vaai, Andrés Pacheco Lozano und Betty Pries, eds. (2022): Transformative Spiritualities for the Pilgrimage of Justice and Peace. Globethics.net PJP No. 2, Geneva. ISBN 978-2-88931-458-4.
- Fernando Enns & Susan Durber, Hg. (2019): Gemeinsam Unterwegs. Auf dem Ökumenischen Pilgerweg der Gerechtigkeit und des Friedens. Theologische Beiträge. Leipzig: EVA 2019. Beihefte zur Ökumenischen Rundschau 123, Leipzig: EVA.1, ISBN 978-3-374-06184-6. (English: Susan Durber & Fernando Enns, eds. (2018): Walking Together. Theological Reflections on the Ecumenical Pilgrimage of Justice and Peace. Geneva: World Council of Churches.)
- Fernando Enns (2019): Gerechten Frieden predigen. Leipzig: EVA, ISBN 9-783374-06-1785.
- Sarah Jäger & Fernando Enns, Hg. (2019): Gerechter Frieden als ekklesiologische Herausforderung. Politisch-ethische Herausforderungen, Band 2 (Reihe: Gerechter Frieden, hg. von I.-J. Werkner und S. Jäger), Wiesbaden: Springer VS. ISBN 978-3-658-22909-2.
- Wolfram Weiße & Fernando Enns, Hg. (2017): Reformation, Aufbruch und Erneuerungsprozesse von Religionen. Religionen im Dialog. Band 11. Münster: Waxmann, ISBN 978-3-8309-3721-0.
- Fernando Enns & Wolfram Weiße, Hg. (2016): Gewaltfreiheit und Gewalt in den Religionen. Politische und theologische Herausforderungen. Religionen im Dialog Band 9. Münster: Waxmann.
- Fernando Enns & Jonathan Seiling, eds. (2015): Mennonites in Dialogue. Official Reports from International and National Ecumenical Encounters 1975–2012. Eugene/OR: Pickwick Publications.
- Fernando Enns & Annette Mosher (Hrsg.), Olav Fykse Tveit (Vorwort): Just Peace. Ecumenical, Intercultural and Interdisciplinary Perspectives, Eugene, Oregon: Wipf&Stock Publishers 2013, ISBN 978-1-62032-362-5.
- Fernando Enns: Ökumene und Frieden. Theologische Anstöße aus der Friedenskirche. Theologische Anstöße Bd. 4, Neukirchen-Vluyn: Neukirchener 2012, ISBN 978-3-7887-2556-3.
- Fernando Enns (hg. mit Martin Hailer u. Ulrike Link-Wieczorek): Profilierte Ökumene. Bleibend Wichtiges und jetzt Dringliches. Festschrift für Dietrich Ritschl. Frankfurt a. M.: Lembeck 2009, ISBN 978-3-374-02971-6.
- Fernando Enns (Hrsg.): Heilung der Erinnerungen – befreit zur gemeinsamen Zukunft. Mennoniten im Dialog. Berichte und Texte ökumenischer Gespräche auf nationaler und internationaler Ebene. Frankfurt/M.: Lembeck und Paderborn: Bonifatius 2008, ISBN 978-3-87476-547-3.
- Fernando Enns & Hans-Jochen Jaschke (Hrsg.): Gemeinsam berufen, Friedensstifter zu sein. Zum Dialog zwischen Katholiken und Mennoniten. Neufeld Verlag, Schwarzenfeld 2008, ISBN 978-3-937896-70-0.
- Fernando Enns: Friedenskirche in der Ökumene. Mennonitische Wurzeln einer Ethik der Gewaltfreiheit. Kirche-Konfession-Religion Band 46. Vandenhoeck & Ruprecht, Göttingen 2003, ISBN 3-525-56550-X. (Engl.: The Peace Church and the Ecumenical Community. Ecclesiology and the Ethics of Nonviolence. Copublished by Kitchener/Ontario: Pandora Press and Geneva: World Council of Churches 2007).
- Fernando Enns (hg. mit Scott Holland und Ann Riggs): Seeking Cultures of Peace: A Peace Church Conversation, Telford/PA: Cascadia und Geneva: World Council of Churches 2004, ISBN 978-2-8254-1402-6.
- Fernando Enns (Hrsg.): Dekade zur Überwindung von Gewalt 2001–2010. Impulse, Frankfurt/M.: Lembeck 2001, ISBN 3-87476-384-6.

## Artikel
2022
- Touching the Wounds: Trauma and the Transforming Experience of Footwashing in the Tradition of the Peace Churches; in: Fernando Enns et al., eds. (2022), Transformative Spiritualities for the Pilgrimage of Justice and Peace. Globethics.net PJP No. 2, Geneva 2022, S. 237–250. ISBN 978-2-88931-458-4.
- Toward an Ecumenical Theology of Companionship. The Pilgrimage of Justice and Peace as a Kenotic Movement; in: The Ecumenical Review, Vol 74, Issue 2, S. 268–283. doi:10.1111/erev.12702.
- Auf dem Weg zu einer ökumenischen Theology of Companionship. Der Pilgerweg der Gerechtigkeit und des Friedens als kenotische Bewegung; in: Ökumenische Rundschau Jg. 71 (2/2022), S. 234–251. oekumenische-rundschau.de

2021
- Religionsfreiheit als Konfliktfeld in der Ökumene und im Dialog der Religionen; in: Zeitschrift für Theologie und Gemeinde (ZThG) 26/2021, S. 135–153. ISBN 978-3-932027-26-0.
- »Brannte nicht unser Herz in uns?«. Auf dem Weg zu einer ökumenischen Theology of Companionship: Der Pilgerweg der Gerechtigkeit und des Friedens; in: Zeitschrift für Interkulturelle Theologie 2/2021, S. 112–130. ISBN 978-3-374-06826-5.
- Charismatic, Pious, and Humorous for a Just Peace. Inspiring Encounters with Desmond Tutu; in: Sarojini Nadar et al. (eds.), Ecumenical Encounters with Desmond Mpilo Tutu. Visions for Justice, Dignity and Peace, Oxford: Regnum 2021, S. 148–151. ISBN 9781914454240.
- Rezension zu: Enzyklika „Fratelli tutti – Über die Geschwisterlichkeit und die soziale Freundschaft“ von Papst Franziskus, hg. von der Deutschen Bischofskonferenz, Bonn 2020; in: Ökumenische Rundschau 3/2021 (70. Jg., 2021), S. 418–422 ISBN 0029-8654.
- Beginn eines ökumenischen “Pilgerwegs der Gerechtigkeit und des Friedens”. Für eine theologisch begründete, politisch verantwortliche und ökumenisch anschlussfähige Friedensethik – aus der Perspektive der Friedenskirchen; in: epd-Dokumentation 17/2021, 28–39 (urspr. Evangelische Theologie, 75. Jg., 4–2015,  S. 269–285).

2020
- Guest Editorial, in The Ecumenical Review Vol.72, No.1, January 2020, World Council of Churches, John Wiley & Sons Ltd., S. 1–5.
- Ökumenische Rundschau 3/2020 (69. Jg.): Rassismus (gemeinsam mit Stephan von Twardowski), „Zu diesem Heft“, S. 291–293. eva-leipzig.de

2019
- Just Policing – die notwendige Verortung im weiteren Kontext restaurativer Gerechtigkeit; in: Ines Jaqueline Werkner, Hans-Joachim Heintze, Hg. (2019), Just Policing. Politisch-ethische Herausforderungen Bd.6, Wiesbaden: Springer, S. 135–153, ISBN 978-3-658-28078-9.
- Eine transformative Spiritualität für den Pilgerweg des „gerechten Friedens“ – im gemeinsamen trinitarischen Glauben gegründet; in: Fernando Enns & Susan Durber, Hg. (2019), Gemeinsam Unterwegs. Auf dem Ökumenischen Pilgerweg der Gerechtigkeit und des Friedens. Theologische Beiträge. Leipzig: EVA 2019, Beihefte zur Ökumenischen Rundschau 123, Leipzig: EVA, S. 65–79.
- „Die Taufe und die Eingliederung in die Kirche als den Leib Christi.“ Lutherisch – mennonitisch – römisch-katholische trilaterale Gespräche 2012–2017. Lernerfahrungen: Gnade und Glaube – in der Taufe vermittelt?; in: Ökumenische Rundschau 4/2019, 68. Jg., S. 455–469, ISBN 0029-8654.
- Der „Pilgerweg der Gerechtigkeit und des Friedens“. Ein ökumenischer Weg; in: Auf dem Weg zu einer Kirche der Gerechtigkeit und des Friedens. Ein friedenstheologisches Lesebuch, Im Auftrag des Präsidiums der Synode der Evangelischen Kirche in Deutschland, hg. durch das Kirchenamt der EKD, Leipzig: EVA, S. 81–92, ISBN 978-3-374-06058-0.
- Der „Konziliare Prozess“ für Gerechtigkeit, Frieden und Bewahrung der Schöpfung; in: Michael Kappes u. a. (Hg.), Basiswissen Ökumene, Bd. 2: Arbeitsbuch und Materialien, Leipzig: EVA und Paderborn: Bonifatius, S. 421–450, ISBN 978-3-89710-719-9.
- Die Historischen Friedenskirchen. Ekklesiologische Aspekte des gerechten Friedens; in: Sarah Jäger & Fernando Enns, Hg. (2019), Gerechter Frieden als ekklesiologische Herausforderung. Politisch-ethische Herausforderungen Bd.2 (Reihe: Gerechter Frieden, hg. von I.-J. Werkner und S. Jäger), Wiesbaden: Springer VS, S. 171–197.
- Gerechter Frieden als ekklesiologische Herausforderung! Einführende Überlegungen; in: Sarah Jäger & Fernando Enns, Hg. (2019), Gerechter Frieden als ekklesiologische Herausforderung. Politisch-ethische Herausforderungen Bd.2 (Reihe: Gerechter Frieden, hg. von I.-J. Werkner und S. Jäger), Wiesbaden: Springer VS, S. 1–8.

## Herausgeberschaft
- Ökumenische Rundschau
- The Conrad Grebel Review